# 紫壳阿文蛤
紫壳阿文蛤（学名：Alvenius ojianus），是帘蛤目小凯利蛤科Alvenius的一种。主要分布于韩国、中国大陆，常栖息在潮下带6-27米。